# Sagittaria intermedia
Sagittaria intermedia là một loài thực vật có hoa trong họ Alismataceae. Loài này được Micheli miêu tả khoa học đầu tiên năm 1881.